# 黃帶光鰓魚
黃帶光鰓魚（學名：Chromis unipa），又稱黃帶光鰓雀鯛，是輻鰭魚綱鱸形目雀鯛科光鰓魚屬的其中一種，分布於西太平洋印尼海域，深度42至70公尺，本魚體呈卵圓形且側扁，身體兩側有交替的藍灰色和黃銅黃色條紋，腹部和頭部下部藍灰色，除尾鰭基部呈褐色外，各鰭呈藍色，臀鰭頂端有明顯的黑點，背鰭硬棘14枚、背鰭軟條11枚、臀鰭硬棘2枚、臀鰭軟條11枚，體長可達5公分，棲息在陡峭的礁坡，以浮游生物為食，繁殖期時成對出現，雄魚會守護卵直到孵化，生活習性不明。